# معركة ويلدرنس
وقعت معركة ويلدرنس ما بين 5 و7 مايو 1864 في سبوتسيلفانيا بولاية فرجينيا، كانت المعركة من ضمن الحرب الأهلية الأمريكية. كانت أول معركة لحملة فرجينيا البرية لعام 1864 بقيادة فريق الاتحاد يوليسيس غرانت ضد الجنرال روبرت إي. لي وجيش شمال فرجينيا الكونفدرالي. وقع القتال في منطقة مُدغلة قرب لوكست غروف، فرجينيا، شرق فريدريكسبورغ بنحو 20 ميلًا (32 كيلومترًا). تكبد كلا الجيشان خسائر فادحة، قرابة 29.000 إجمالًا، وباكورة حرب استنزاف من طرف غرانت ضد جيش لي، وفي آخر الأمر العاصمة الكونفدرالية ريتشموند، فرجينيا. كانت المعركة غير حاسمة من الناحية التكتيكية، إذ انسلخ غرانت وتابع هجومه. حاول غرانت التحرك سريعًا عبر طبقة الأعشاب والجنبات في برية سبتوسيلفانيا، لكن لي أطلق اثنين من فيالقه في طريقين متوازيين ليعترضه. في صباح الخامس من مايو، هاجم الفيلق الخامس بقيادة اللواء غوفرنير كيه. وارين الفيلق الثاني الكونفدرالي الذي يقوده الفريق ريتشارد إس. إيويل على طريق أورانج تيرنبايك. في تلك الظهيرة، واجه الفيلق الثالث بقيادة الفريق أيه. بّي. هيل فرقة الأمير اللواء جورج دبليو. غيتي (من الفيلق السادس) والفيلق الثاني بقيادة اللواء وينفيلد إس. هانكوك على طريق أورانج بلانك. كان الاقتتال، الذي انتهى بحلول المساء بسبب الظلام، ضاريًا لكنه غير حاسم ذلك أن الطرفين حاولا المناورة في الغابة الكثيفة.
في فجر السادس من مايو، هاجم هانكوك على طريق بلانك، معيدًا فيلق هيل إلى حالة الاضطراب، لكن الفيلق الأول بقيادة الفريق جيمس لونغستريت وصل في الوقت المناسب لمنع انهيار ميمنة الكونفدرالية. أردف لونغستريت بهجوم محيط مفاجئ من حوض خط سكك حديدية غير منتهٍ أدى إلى تقهقر رجال هانكوك، لكن ضاع الزخم وقتما جُرح لونغستريت بأيدي رجاله. سبب هجوم مسائي شنه الأمير اللواء جون بي. غوردون على ميمنة الاتحاد ارتياعًا في مقر الاتحاد، لكن الصفوف استقرت وتوقف القتال. في السابع من مايو، انسلخ غرانت وتحرك إلى الجنوب الشرقي، منتويًا مغادرة البرية ليوسّط جيشه بين لي وريتشموند، ما أسفر عن معركة تودز تافيرن ومعركة محكمة سبوتسيلفانيا.

## خلفية
في السنوات الثلاثة التالية لبدء الاقتتال في الحرب الأهلية الأمريكية في عام 1861، حقق جيش الولايات المتحدة (المعروف بجيش الاتحاد) بعض التقدم على جيش الكونفدرالية على المسرح الشرقي. وقع أكثر نجاحات جيش الاتحاد إثارة للإعجاب على المسرح الغربي، ولا سيما في معركة فيكسبورغ حيث استلم قرابة 30.000 من الكونفدراليين. أراد الرئيس أبراهام لينكولن قائدًا عسكريًا مستعدًا للقتال. في مارس من عام 1864، استُدعي اللواء يوليسيس إس. غرانت من المسرح الغربي، ورُقي إلى فريق، ثم سُلم قيادة كل جيوش الاتحاد. اختار جعل مقره مع جيش بوتوماك، رغم أن اللواء جورج ميد ظل القائد الرسمي للجيش. خلف اللواء ويليام تيمكومسيه شيرمان غرانتَ في قيادة معظم الجيوش الغربية.
اعتقد غرانت أن جيوش الاتحاد الشرقية والغربية مستقلة أكثر مما ينبغي في القتال والاستراتيجية. ابتكر إستراتيجية جديدة حيث تقاتل جيوش الاتحاد معًا بهدف تدمير جيوش الكونفدرالية بدلًا عن احتلال الأراضي. أراد استخدام كامل قواته مرةً واحدة، مصعبًا على الكونفدراليين نقل القوات من جبهة قتال إلى أخرى. صار أكبر جيشين كونفدراليين الهدفين الرئيسين، وكانا جيش فرجينيا الشمالية بقيادة الجنرال روبرت إي. لي وجيش تينيسي بقيادة الجنرال جوزيف إي. جونستون. سرّت هذه الاستراتيجية الجديدة الرئيس لينكولن.
كانت خطة غرانت بالنسبة لجيش بوتوماك خاصة ميد هي أن يتحرك جنوبًا ليواجه جيش لي بين واشنطن وريتشموند. في الوقت نفسه، اقترب جيش الجيمس بقيادة بنجامين بتلر من ريتشموند، بطرسبرغ، ولي من الجنوب الشرقي قرب نهر جيمس. تحرك جيش الشناندوا بقيادة اللواء فرانز سيغل عبر وادي شناندوا ودمر خط السكك الحديدية، والبنية التحتية الزراعية ومخزن الحبوب المستخدم لإطعام الجيوش الكونفدرالية. هاجم الأمراء الألوية جورج كروك وويليام دبليو. أفيريل خط السكك الحديدية لفرجينيا وتينيسي، ومناجم الملح والرصاص في فرجينيا الغربية قبل التحرك شرقًا إلى سيغل. هاجم شيرمان جورجيا بهدف مماثل يتجسد في تدمير السكة الحديدية والموارد والبنى التحتية المستخدمة في تجهيز وإطعام الجيوش الكونفدرالية.
توافق غرض حملة غرانت في تدمير جيش لي مع تفضيلات كل من لينكولن وقائد جيشه هنري هاليك. وجه غرانتُ ميدَ قائلًا: «سيكون جيش لي غايتك، أينما يذهب تذهب». رغم أنه كان يأمل خوض معركة سريعة حاسمة، كان غرانت متجهزًا لحراب حرب استنزاف. كانت خسائر كل من جيشي الاتحاد والكونفدرالية كبيرة، لكن الاتحاد كان يتمتع بموارد أكبر لاستبدال الجنود والعتاد. بحلول الثاني من مايو، كان لدى غرانت أربع فيالق في موضعها لبدء حملة في فرجينيا ضد جيش لي. فرق نهر رابيدان بين الخصمين.

## القوى المعارضة

### الاتحاد
كانت قوة الاتحاد في معركة البرية جيش بوتوماك والفيلق التاسع المستقل. كان جيش بوتوماك بإمرة اللواء جورج جي. ميد، وكان اللواء أمبروز إي. بيرنسايد قائد الفيلق التاسع. كان كل من ميد وبيرنسايد يعملان بإمرة غرانت، الذي زحف مع ميد وجيشه. كان الفيلق الثاني أكبر الفيالق، بتعداد ضباط وجنود بلغ 23.333 جاهزين للخدمة ومجهزين اعتبارًا من 30 إبريل 1864. عند بداية الحملة في مايو، بلغ تعداد قوات غرانت الاتحادية 118.700 رجل و316 مدفع بما فيها جيش بوتوماك خاصة ميد والفيلق السادس خاصة بيرنسايد.
- الفيلق الثاني، بإمرة اللواء وينفيلد إس. هانكوك، تألف من أربع فرق. كانت هذه وحدة ميد المقاتلة الأساسية.[12]
- الفيلق الخامس بقيادة اللواء غوفرنير كيه. وارين، وكان أربع فرق.
- الفيلق السادس كان من ثلاث فرق بقيادة اللواء جون سيدجويك.[13]
- فيلق الفرسان، الذي ترأسه حديثًا اللواء فيليب شيريدان، وكان من ثلاث فرق. كان فوج فرسان نيويورك الخامس التابع للفرقة الثالثة مسلحًا ببنادق سبنسر، كما كان اللواء الأول التابع للفرقة الأولى، المعروف بلواء ميشيغان.
- كان ثمة رجال إضافيون في جيش ميد لم يكونوا جزءًا من الفيالق الأربعة كانوا من الشرطة العسكرية، وهي مجموعة صغيرة من الحرس والممرضين، ونسبة من المدفعية غير المسجلة ضمن فيلق.
- الفيلق التاسع، بقيادة بيرنسايد، تألف من أربع فرق، كل واحدة مع مدفعيتها الخاصة. كان لدى بيرنسايد أيضًا مدفعية احتياطية وفوجي فرسان. لم يكن إلا حوالي 6000 رجل فقط في الفيلق التاسع من المحاربين المخضرمين.